# Транспорт в Египте
Тра́нспорт в Еги́пте контролируется Министерством транспорта и другими правительственными учреждениями. Основная транспортная инфраструктура в Египте сосредоточена в Каире и населённых пунктах, расположенных вдоль Нила.

## Железные дороги
Египетские железные дороги являются старейшими в Африке и на Ближнем Востоке. Первая линия, соединяющая Александрию и Кафр-Исса была открыта в 1854 году. Основная железнодорожная линия в Египте протяжённостью около 4800 км протянулась из Александрии до Асуана, её эксплуатируют Египетские национальные железные дороги. Общая протяжённость железнодорожной сети, бо́льшая часть которой находится в неудовлетворительном техническом состоянии, составляет более 12000 км, она охватывает долину и дельту Нила, побережье Красного и Средиземного морей, Синайский полуостров и Западные оазисы. Ежегодные пассажироперевозки составляют 500 млн человек, грузоперевозки — 12 млн тонн.
В Каире действует метро, а в Большом Каире (Насер-сити, Гелиополис), Хелуане и Александрии — трамвай.

## Авиалинии
Помимо международного воздушного сообщения в Египте действуют внутренние рейсы, основным центром воздушного сообщения является Каирский аэропорт-хаб.

## Речной и морской транспорт
Для регионального транспортного сообщения важную роль играет речная система Нила (около 1600 км) и система основных каналов (1600 км). Суэцкий канал является основной водной артерией для международной торговли и навигации, соединяя Средиземное и Красное моря. Главные порты в Египте — это Александрия, Порт-Саид и Думьят на Средиземном море, а также Суэц и Сафага на Красном море. Основные порты на Ниле — Асуан и Асьют.

## Автодорожный транспорт
В Каире берут начало два транс-африканских автодорожных маршрута:
- шоссе Каир-Дакар[англ.]
- шоссе Каир-Кейптаун

Помимо них, достаточно разветвлённая сеть автомобильных дорог Египета связывает Африканский и Азиатский континенты. Все крупные города Дельты Нила связаны между собой автобусным сообщением. Альтернативой автобусам является популярное среди местного населения маршрутное такси.
В Египте один из самых низких показателей по смертности в результате ДТП в мире. Дорожные знаки соблюдаются, как и правила дорожного движения. Дороги между городами, в целом, находятся в хорошем техническом состоянии, однако в число опасных факторов на дорогах, особенно с наступлением темноты, следует отнести отсутствие разметки, бродячих домашних животных и неисправные транспортные средства с нерабочими фарами и светоотражателями.
Некоторыми дорогами, в особенности на Синайском полуострове и на юго-востоке страны, запрещено пользоваться иностранцам.

## Статистика

### Водные пути
3500 км (включая Нил, Насер, водный путь Александрия-Каир и многочисленные мелкие каналы в дельте Нила).
Суэцкий канал — 193,5 км (включая подводящее русло).

### Трубопроводный транспорт
Нефтепроводы 666 км; трубопроводы для продуктов переработки 596 км; газопроводы 460 км.

### Торговый флот
Всего: 180 судов (с валовым регистровым тоннажом 1000 тонн и более) с общим объёмом 1 348 148 валовых тонн или 2 014 483 метрических тонн дедвейт.
Корабли по типам:
- Балкеры: 25
- Грузовые суда: 63
- Контейнеровозы: 1
- Газовозы: 1
- Пассажирские суда: 57
- Нефтяные танкеры: 14
- Ролкеры: 16
- Пассажирские суда малого каботажа: 3 (1999, оценка)

### Аэропорты
- 90 (1999, оценка)

Аэропорты, где имеется ВПП с твёрдым покрытием
Всего: 71
Более 3047 м: 12
От 2438 до 3047 м: 36
От 1524 до 2437 м: 16
От 914 до 1523 м: 3
Короче 914 м: 4 (1999, оценка)
Аэропорты без ВПП с твёрдым покрытием
Всего: 19
От 2438 до 3047 м: 2
От 1524 до 2437 м: 2
От 914 до 1523 м: 6
Короче 914 м: 9 (1999, оценка)

### Вертодромы
- 2 (1999, оценка)